# 133774 Johnkidd
133774 Johnkidd este o planetă minoră (asteroid), cu un diametru de 2,468 km, din centura de asteroizi. A fost descoperită pe 16 noiembrie 2003 la Catalina Station⁠(d) de Catalina Sky Survey. 
Obiectul prezintă o orbită caracterizată de o semiaxă mare de 2,6118407549256 UAi, o excentricitate de 0,13, o înclinație de 4,1 ° în raport cu ecliptica.